# Hristo Hristov
Hristo Hristov, född 4 mars 1967 i Etropole, är en bulgarisk journalist och författare.
Han började sin karriär 1990 som reporter på Förbundet av demokratiska krafters tidning. Ursprungligen rapporterade han om brott och straff, men inriktade sig senare på att avslöja brott begångna av den bulgariska staten under kommunisttiden. Han skrev bland annat om mordet på Georgi Markov och har gjort ett flertal avslöjanden om den tidigare säkerhetstjänstens verksamhet. Hristovs har flera gånger fått ta emot hot på grund av sina avslöjanden. Efter dödshot 2013 gjorde ett flertal bulgariska politiker, varav sex parlamentsledamöter ett gemensamt uttalande där de gav sitt stöd åt Hristovs arbete och uppmanade det bulgariska rättsväsendet att försvara honom.